# Hồi quang phản chiếu
Hồi quang phản chiếu là một từ Hán Việt (tiếng Trung: 迴光返照/ Huíguāngfǎnzhào), sự minh mẫn cuối (terminal lucidity), lời tạm biệt cuối (one last goodbye), vốn để chỉ hiện tượng ánh sáng phản xạ lúc mặt trời sắp lặn khiến bầu trời trở nên sáng hơn trong thời gian ngắn rồi nhanh chóng tối đi, từ hiện tượng này người ta sử dụng cụm từ để ẩn dụ cho việc một người đột nhiên trở nên minh mẫn, khoẻ mạnh trong một khoảng thời gian ngắn trước lúc qua đời

## Từ nguyên học
Chữ "hồi" là quay lại, "quang" là ánh sáng, "phản" là trở lại, "chiếu" là soi sáng. Như vậy, "Hồi quang phản chiếu" là ánh sáng quay trở lại, soi rọi chính mình. Thuật ngữ này còn dùng để chỉ hiện tượng người già trước khi chết thường minh mẫn lạ thường hỏi hôm nay là ngày bao nhiêu tháng nào năm nào thực chất lúc ấy họ đã cảm nhận được cái chết

## Hiện tượng

### Con người
Một người bệnh nặng, hoạt động sống cơ thể suy yếu bỗng bất ngờ trở nên hồi tỉnh, minh mẫn, cười nói hoạt bát, ăn uống khỏe mạnh một cách kỳ lạ trước khi qua đời.

### Sự vật
Ngọn nến bỗng dưng cháy sáng rực rỡ nhất khi chỉ còn một cục sáp nhỏ vô định hình. Nó bốc cháy mãnh liệt bằng toàn bộ phần thân sáp còn sót lại tạo thành một ngọn lửa vút cao và có độ nóng khủng khiếp trước khi tắt phụt và hoàn toàn chìm vào bóng đêm tĩnh mịch.

## Phật giáo

### Giải nghĩa
Theo lý giải của thập nhị xứ (Ayatana) hiện tượng, vật thể xung quanh luôn biến đổi không ngừng cũng như chi phối từ tư tưởng đến hành động của con người từng giây từng phút và được gọi là "trần". Như thế, trần có nghĩa là bụi, mà đã là bụi thì dơ bẩn và luôn luôn đổi dời. Có 6 trần nên gọi là lục trần (six sense objects): 
- Sắc: là màu sắc, hình dáng.
- Thanh: là âm thanh phát ra.
- Hương: là mùi vị.
- Vị: là chất vị do lưỡi nếm được.
- Xúc: là cảm giác như cứng, mềm, nóng, lạnh.
- Pháp: là những hình ảnh, màu sắc, hương vị được lưu lại từ 5 trần ở trên.

Còn "căn" là chỗ nương tựa, làm gốc cho những cái khác nảy nở, tạo thành. Ở đây chỉ sáu giác quan (six sense organs):
- Nhãn là mắt, dùng để nhìn.
- Nhĩ là tai, dùng để nghe.
- Tỷ là mũi, dùng để ngửi.
- Thiệt là lưỡi, dùng để nếm.
- Thân là da bọc thân người, dùng để nhận biết những cảm giác như nóng, lạnh..
- Ý là tư tưởng, dùng để phân biệt.